# Chapelle Notre-Dame de Villeroux
Pour les articles homonymes, voir Chapelle Notre-Dame.
La chapelle Notre-Dame est un édifice religieux catholique situé à Villeroux dans la commune de Vaux-sur-Sûre en province de Luxembourg (Belgique). Elle est classée au patrimoine immobilier de Wallonie.

## Situation
La chapelle et le cimetière sont bâtis au centre et sur une partie haute (altitude : 520 m) du hameau ardennais de Villeroux situés à un carrefour et jouxtant une exploitation agricole.

## Historique
Un premier édifice catholique aurait été érigé sur le site au cours du XIIe siècle ou du XIIIe siècle mais le bâtiment a été dévasté en 1602 lors d'un raid hollandais, ennemi des Habsbourg d’Espagne pendant la Guerre de Quatre-Vingts Ans. Vers 1604, la chapelle aurait été rebâtie suivant l'initiative de Jean Cougnet, curé de Sibret. Toutefois, par dendrochronologie, la datation du clocheton et la charpente de la nef se situe vers 1704-1717 tandis que celle de la charpente du chœur remonte vers 1759-1769.

## Description
La chapelle Notre-Dame, aux murs recouverts de crépi blanc et à la toiture en ardoises, date du XVIIe siècle ou du XVIIIe siècle (voir Historique). Elle compte une seule nef, deux travées et un chevet à trois pans percé d'un petit oculus. Le portail d'entrée de style néo-classique date du XIXe siècle,. La toiture est surmontée d'un clocheton carré servant de base à une petite flèche octogonale.
Le mobilier (autel, retable, statues et 16 bancs en bois) date principalement du XVIIe siècle. Les vitraux contemporains ont été réalisés par Louis-Marie Londot en deux périodes entre 1989 et 2001.
Le site de la chapelle et du petit cimetière aux croix et dalles funéraires anciennes est entouré d'un muret en pierre de schiste long d'une centaine de mètres. Au niveau du carrefour, la partie intérieure du muret est comblée par les terres du cimetière.
Devant le muret, le long de la route, une sculpture en acier corten de Jean-Marc Bret érigée en 2006 représente un loup évoquant l'histoire (ou la légende) du dernier loup de Villeroux tué dans une bergerie avec un pieu par le jeune Maxime Cordonnier.

## Classement
La chapelle de Villeroux dans sa totalité, avec le mur d'enceinte du cimetière et les pierres et croix tombales intéressantes ainsi que l'ensemble formé par la chapelle et le cimetière sont repris sur la liste du patrimoine immobilier classé de Vaux-sur-Sûre depuis le 4 novembre 1986.